# Pintor de Palermo 489
El Pintor de Palermo 489 fue un antiguo pintor de vasos corintios del estilo de figuras negras; se desconoce su verdadero nombre. Estuvo activo durante el período de transición entre la pintura orientalizante y la pintura de figuras negras propiamente dicha (aprox. 640-625 a. C.). Se le conoce especialmente como maestro del Pintor de Colón y, por lo tanto, ejerció una importante influencia indirecta sobre varios artistas corintios tempranos, como el Pintor de la quimera y el Grupo de la quimera. Darrell A. Amyx lo describe como «el gran maestro del Pintor de Colón». y un «pintor influyente y consumado».